# Black River Falls
Black River Falls es una ciudad ubicada en el condado de Jackson en el estado estadounidense de Wisconsin. En el Censo de 2010 tenía una población de 3.622 habitantes y una densidad poblacional de 333,52 personas por km².

## Geografía
Black River Falls se encuentra ubicada en las coordenadas 44°17′42″N 90°50′41″O / 44.29500, -90.84472. Según la Oficina del Censo de los Estados Unidos, Black River Falls tiene una superficie total de 10.86 km², de la cual 10.61 km² corresponden a tierra firme y (2.31%) 0.25 km² es agua.

## Demografía
Según el censo de 2010, había 3.622 personas residiendo en Black River Falls. La densidad de población era de 333,52 hab./km². De los 3.622 habitantes, Black River Falls estaba compuesto por el 91.5% blancos, el 0.5% eran afroamericanos, el 5.16% eran amerindios, el 0.28% eran asiáticos, el 0.03% eran isleños del Pacífico, el 0.19% eran de otras razas y el 2.35% pertenecían a dos o más razas. Del total de la población el 1.74% eran hispanos o latinos de cualquier raza.